# Исландия на «Евровидении-2012»
Исландия приняла участие в национальном отборочном конкурсе Евровидение 2012 в Баку, Азербайджан. Своего представителя выберет посредством конкурса Söngvakeppni Sjónvarpsins 2012, который организовывает Исландский национальный вещатель RÚV.

## Söngvakeppni Sjónvarpsins 2012
Период подачи заявок на конкурс Söngvakeppni Sjónvarpsins 2012 был открыт до 10 октября 2012 года. Коренные жители Исландии и её граждане легально проживающие в стране в период до 1 октября 2010 года могут участвовать в национальном конкурсе. Исландские композиторы могут сотрудничать с композиторами из других стран и каждый композитор может отправить не более трех своих песен. 12 октября 2012 года по официальным данным от телеканала RUV на конкурс Söngvakeppni Sjónvarpsins 2012 было принято 150 заявок.
В общей сложности 15 исполнителей будут бороться между собой за право представить Исландию на международном конкурсе. Каждый полуфинал (всего 3) будет содержать в себе 5 исполнителей, из которых только 2 пройдут в финал конкурса. Таким образом, финал конкурса Söngvakeppni Sjónvarpsins 2012 будет состоять из 6 исполнителей. На данный момент не известно, будет ли жюри отбирать ещё одного участника, который будет участвовать в финале конкурса. Такой вариант сейчас обсуждается в руководстве телеканала RUV.
Песни, участвующие в телевизионной фазе отбора выбирает специальный комитет. Имена исполнителей держатся в секрете во избежание предвзятых решений. Имена исполнителей будут объявляться на пресс-конференции RUV.

### Первый полуфинал
| Номер | Исполнитель          | Песня                | Музыка / Текст                                |
| ----- | -------------------- | -------------------- | --------------------------------------------- |
| 1     | Íris Hólm            | «Leyndarmál»         | Sveinn Rúnar Sigurðsson — Þórunn Erna Clausen |
| 2     | Fatherz’n’sonz       | «Rýtingur»           | Gestur Gunnarson — Hallvarður Ásgeirsson      |
| 3     | Gréta Salóme & Jónsi | «Mundu eftir mér»    | Gréta Salome Stefánsdóttir                    |
| 4     | Blár opal            | «Stattu upp»         | Ingólfur Þórarinsson — Axel Atlason           |
| 5     | Heiða Ólafsdóttir    | «Við hjartarót mína» | Árni Hjartarson                               |

### Второй полуфинал
| Номер | Исполнитель             | Песня             | Слова / Музыка                                                                                                   |
| ----- | ----------------------- | ----------------- | --- |
| 1     | Guðrún Árný Karlsdóttir | «Minningar»       | Valgeir Skagfjörð                                                                                                |
| 2     | Ellert Jóhannsson       | «Ég Kem Með»      | Ellert H. Jóhannsson, Mikael Tamar Elíasson                                                                      |
| 3     | Regína Ósk Óskarsdóttir | «Hjartað Brennur» | María Björk Sverrisdóttir, Marcus Frenell, Fredrik Randquist, Anna Andersson, Kristján Hreinsson, Anna Andersson |
| 4     | Simbi og Hrútspungarnir | «Hey»             | Magnús Hávarðarson                                                                                               |
| 5     | Rósa Birgitta Ísfeld    | «Stund Með þér»   | Sveinn Rúnar Sigurðsson, Þórunn Erna Clausen                                                                     |

### Третий полуфинал
| Номер | Исполнитель                       | Песня                 | Слова / Музыка                                               |
| ----- | --------------------------------- | --------------------- | ------------------------------------------------------------ |
| 1     | Herbert Guðmundsson               | «Eilíf ást»           | Herbert Guðmundsson, Svanur Herbertsson, Herbert Guðmundsson |
| 2     | Magni Ásgeirsson                  | «Hugarró»             | Sveinn Rúnar Sigurðsson, Þórunn Erna Clausen                 |
| 3     | Greta Salóme, Heiða & Guðrún Árný | «Aldrei sleppir mér»  | Greta Salóme Stefánsdóttir                                   |
| 4     | Svenni Þór                        | «Augun þín»           | Hilmar Hlíðberg Gunnarsson, Þorsteinn Eggertsson             |
| 5     | Íris Lind Verudóttir              | «Aldrei segja aldrei» | Pétur Arnar Kristinsson                                      |

### Финал
| Номер | Исполнитель            | Песня                | Слова / Музыка                                                                                  | Жюри (место) | Телеголосование | Место |
| ----- | ---------------------- | -------------------- | ----------------------------------------------------------------------------------------------- | ------------ | --------------- | ----- |
| 1     | Heiða & Guðrún Árný    | «Aldrei sleppir mér» | Gréta Salome Stefánsdóttir                                                                      |              |                 | 4     |
| 2     | Magni Ásgeirsson       | «Hugarró»            | Sveinn Rúnar Sigurðsson, Þórunn Erna Clausen                                                    | 2            | 16 643          | 3     |
| 3     | Rósa Birgitta Ísfeld   | «Stund Með þér»      | Sveinn Rúnar Sigurðsson, Þórunn Erna Clausen                                                    |              |                 | 6     |
| 4     | Simbi & Hrútspungarnir | «Hey»                | Magnús Hávarðarson                                                                              |              |                 | 7     |
| 5     | Regína Ósk             | «Hjartað Brennur»    | María Björk Sverrisdóttir, Marcus Frenell, Fredrik Randquist Kristján Hreinsson, Anna Andersson |              |                 | 5     |
| 6     | Blár opal              | «Stattu upp»         | Ingólfur Þórarinsson — Axel Atlason                                                             | 3            | 19 366          | 2     |
| 7     | Грета Салоуме & Jónsi  | «Mundu eftir mér»    | Gréta Salome Stefánsdóttir                                                                      | 1            | 18 649          | 1     |

## Исландия на Евровидение 2012
Исландия выступила в первом полуфинале конкурса, где набрав 75 баллов (8 место) успешно прошли в финал, в котором получив 46 баллов, заняла лишь 20 место.